# Herman de Bade-Bade
Herman de Bade-Bade (12 octobre 1628 à Baden-Baden; 30 octobre 1691 à Ratisbonne) est un général et diplomate allemand. Il est maréchal, président de la Hofkriegsrat, et le représentant de l'Empereur dans la diète de Ratisbonne.

## Biographie

### Jeunesse
Il est le cinquième fils du margrave Guillaume Ier de Bade-Bade et son épouse, Catherine-Ursule de Hohenzollern-Hechingen.
Éduqué au Collège Saint-Hieronymi à Dillingen, il est destiné à une carrière ecclésiastique et est nommé chanoine de Cologne et Paderborn, de Strasbourg, de Salzbourg et d'Augsbourg. Il tente en vain d'entrer dans l'Ordre de Malte. Vers 1660, il est pressenti comme un possible successeur du roi Jean II Casimir Vasa de Pologne. Pour cette raison, il abandonne ses sièges dans les chapitres en 1661.
Faute d'être élu roi de Pologne, il se tourne vers une carrière militaire. En 1663, il combat en Hongrie contre les Ottomans comme commandement des troupes du Cercle de Bourgogne.

### La guerre de Dévolution
En 1665, il commande les forces auxiliaires autrichiennes dans les Pays-Bas espagnols.
Lors de la Guerre de Dévolution, il tente de gagner des partisans en Allemagne à la cause espagnole. Au nom du marquis de Castel Rodrigo, le gouverneur espagnol, il se rend à Berlin pour négocier une alliance contre la France avec l'Électeur Frédéric-Guillaume Ier de Brandebourg, mais le Brandebourg conclut finalement une alliance avec la France en décembre 1667.

### Guerre franco-néerlandaise
En 1671, il est fortement impliqué dans les négociations en vue d'une alliance entre la Suède et le Saint-Empire romain germanique, qui n'aboutissent pas.
Lorsque la Guerre de Hollande éclate, il sert sous Raimondo Montecuccoli comme Feldzeugmeister et commandant de l'artillerie. Le 4 octobre 1674, il combat aux côtés d'Alexandre de Bournonville lors de la Bataille d'Entzheim. Puis, battus à Mulhouse le 29 décembre 1674 et à Türkheim le 5 janvier 1675, ils doivent battre en retraite sur le Rhin. En 1675, il défend le Brisgau, mais il ne peut pas empêcher de Turenne de progresser de l'autre côté du Rhin.
Il défend avec succès Offenbourg contre une attaque des Français dirigée par Vauban. Il participe ensuite au siège de Haguenau et bombarde Saverne. Cependant, Montecuccoli lui ordonne de rompre l'attaque et de prendre ses quartiers d'hiver.
En 1676, il combat sous les ordres du duc Charles V de Lorraine. Ensemble, ils réussissent à empêcher les Français de renforcer leurs troupes à Philippsburg. Herman et Frédéric VI de Bade-Durlach assiègent Philippsbourg avec succès.
En 1677, il combat sous Charles V à nouveau. En 1678, il est brièvement commandant de Strasbourg, avant d'être contraint par la maladie de quitter son poste.

### Bataille de Vienne
Après les traités  de Nimègue, Herman sert de nouveau l'Empereur comme diplomate. Il est envoyé à Berlin en 1680, mais sans succès. En 1682, il succède à Montecuccoli en tant que président de la Hofkriegsrat. En 1683, il se rend en Hongrie pour la préparer à la Grande guerre turque.
Il est nommé maréchal de camp et fait valoir avec succès que la garnison de Vienne ne doit pas être déployée en Hongrie. Lorsque l'armée turque s'approche de Vienne, Herman demande la permission de rester dans la ville. L'Empereur lui accorde une seule journée, avant de la quitter pour Linz. Au cours de cette journée, Herman réussit quand même à faire quelques préparatifs pour la défense de la ville.
Le 3 septembre 1683, il représente l'Empereur lors d'une réunion du grand conseil de guerre, avec le roi Jean III Sobieski de Pologne et d'autres alliés. Certaines de ses idées sont mises en œuvre. Charles V de Lorraine prend le commandement des troupes impériales.
Dans la bataille de Vienne, il est placé sur le mont Kahlenberg, près du roi de Pologne. Ses troupes sont conçues comme des troupes de réserve. Cependant, il dévale la colline et attaque des troupes turques de front. Il remporte de nombreux trophées, qu'il lègue à son neveu Louis-Guillaume de Bade-Bade (surnommé Türkenlouis).

### Grande Guerre turque
Après le siège à Vienne, une contre-offensive commence. Buda est assiégée en vain. Les commandants locaux veulent briser le siège. À la demande du duc de Lorraine, l'Empereur envoie Herman à Buda, où il est le seul capable de sauver les restes de l'armée impériale.
En 1687, Antonio Caraffa accuse Herman de faire cause commune avec les rebelles hongrois. Louis Guillaume, le neveu d'Herman réfute cette accusation. Le 9 décembre 1687, Herman est présent lorsque l'archiduc Joseph Ier est couronné roi de Hongrie à Bratislava. Cependant, il est remplacé en tant que président de la Hofkriegsrat, en raison de son conflit avec le duc de Lorraine au cours de la campagne en Hongrie.
À partir de 1688, Herman est le principal représentant de l'Empereur à la diète de Ratisbonne. En 1691, il y meurt d'un accident vasculaire cérébral. Il est enterré à Ratisbonne.